# Atractus vertebralis
Espèce
Atractus vertebralis est une espèce de serpents de la famille des Dipsadidae.

## Répartition
Cette espèce est endémique de la région de Puno au Pérou.

## Description
L'holotype de Atractus vertebralis mesure 470 mm dont 35 mm pour la queue. Cette espèce a la face dorsale brune avec de petites taches noires et une ligne longitudinale noire bordée de jaunâtre. Sa face ventrale est jaune au centre et noire sur les côtés. Sa gorge est rayée de noir.

## Publication originale
- Boulenger, 1904 : Descriptions of three new snakes. Annals and Magazine of Natural History, sér. 7, vol. 13, p. 450-452 (texte intégral).